# Klare-Mond
Klare-Mond ist ein Märchen. Es steht in Ludwig Bechsteins Neues deutsches Märchenbuch an Stelle 48 und basiert auf Johann Wilhelm Wolfs Deutsche Märchen und Sagen, Nr. 151 Die Katzenlinde zu Auweghem und Nr. 154 Klaren Mondschein trinken.

## Inhalt
Ein Mann erwacht nachts vom Gesang schöner Damen auf seinem Söller, die ihn auch freundlich aufnehmen. Der Kuchen schmeckt seltsam, er bittet „in Gottes Namen“ um etwas Salz, da springen die Katzen fort, und der Kuchen ist altbackene Matzen. Er verfolgt seine weiße Katze, die Geburtstag gefeiert hatte, mit einem Prügel, sie flieht, zerbricht die Scheibe und kehrt nicht wieder. Seine Freunde verspotten seine Geschichte und seinen Katzenhass als „Klare-Mond“ und „Katzen-Herodes“.

## Herkunft
Ein „Söller“ ist eine Dachterrasse oder Dachboden, „Matzen“ ist Brot. Das Märchen basiert auf Johann Wilhelm Wolfs Deutsche Märchen und Sagen, Nr. 151 Die Katzenlinde zu Auweghem und Nr. 154 Klaren Mondschein trinken, der Schluss stammt aus Bechsteins Deutsches Sagenbuch, Nr. 421 Des Bischofs Katze. Am meisten entspricht die Handlung genanntem Klaren Mondschein trinken, aus dem auch das Gedicht stammt:
„Wir trinken allhier den süßen Wein,
Burgunderwein,
Champagnerwein,
Wir trinken den klaren Mondenschein.“
Bechstein lässt die Geschichte von der Katze aus Nr. 46 Schlange Hausfreund erzählen, als Beispiel für ungerechte Verfolgung durch die Menschen. Salz wirkt gegen Zauber, vgl. Nr. 16 Die scharfe Schere.